# Карињан (Квебек)
Карињан (фр. Carignan) је град у Канади у покрајини Квебек. Према резултатима пописа 2011. у граду је живело 7.966 становника.

## Становништво
Према резултатима пописа становништва из 2011. у граду је живело 7.966 становника, што је за 7,3% више у односу на попис из 2006. када је регистровано 7.426 житеља.
| 2006. | 2011. |
| ----- | ----- |
| 7.426 | 7.966 |